# Randhulkort
Randhulkort eller kanthulkort er en ældre teknik til hurtig fremsøgning af klassificerede oplysninger uden brug af computere.
Randhulkort er kartotekskort, der på en eller flere sider har en række huller. På kortet skrives den pågældende sag, genstand, begivenhed eller hvad det nu er. Hullerne tildeles nu en betydning for hvert hul. Betydningen skal være den samme for alle kortene i sættet. Hvis en ting er gældende for den pågældende sag, klippes der en kanal mellem det tilsvarende hul og kortets kant med en særlig tang. Dette gøres for alle de ting, der er gældende for denne sag. Kortet placeres derpå i en kasse eller skuffe med den andre kort. 
Man kunne forestille sig et sæt randhulkort, der beskrev genstandene på et museum. En række huller beskrev perioden, et hul for hver periode. En anden række kunne beskrive materialet: Et hul for ben, et hul for jern, et hul for guld, et hul for træ, et hul for keramik osv. En tredje række huller kunne angive genstandens anvendelse (i grove træk): Våben, værktøj, religiøs, madlavning, jagt/fiskeri osv. Og sådan kunne man fortsætte, så længe der er ledige huller. Hvis man nu ville finde alle våben af jern fra højmiddelalderen frem, tager man stakken af randhulkort frem og stikker tre pinde (”strikkepinde”) i de pågældende huller i stakken. Derpå løfter man i alle tre pinde på en gang (med tre pinde kan det kræve lidt hjælp eller man kan gøre det ad to omgange). Tilbage på bordet ligger nu kortene for de søgte genstande, idet disse kort falder ud af stakken på grund af kanalen mellem hullet og kanten. Man samler søgekriterierne med en logisk AND. 